# Aeshna persephone
Aeshna persephone е вид насекомо от семейство Aeshnidae. Видът е незастрашен от изчезване.

## Разпространение
Разпространен е в Мексико (Наярит и Чиуауа) и САЩ (Аризона, Колорадо, Ню Мексико, Тексас и Юта).

## Описание
Популацията им е стабилна.